# ترکیبات آلی کلر
ترکیبات آلی کلر (به انگلیسی: Organochloride) دسته‌ای مهم از ترکیبات آلی هستند که در آن اتم کربن به وسیله حداقل یک پیوند کووالانسی به یک اتم کلر متصل شده باشد. این ترکیبات دارای کاربردهای فراوان در زندگی روزمره است از جمله کاربردهای مهم این ترکیبات می‌توان به فریونها که به عنوان سیال عامل در یخچال‌ها مورد استفاده قرار می‌گیرند و ترکیب وینیل کلرید که ماده اولیه تولید پلیمر پی وی سی است، می‌توان اشاره کرد. البته برخی از ترکیبات این دسته مانند فریون دارای خواص مخرب برای انسان و محیط زیست است که موجب شده کاربرد آن محدود گردد.